# Университет Западно-Капской провинции

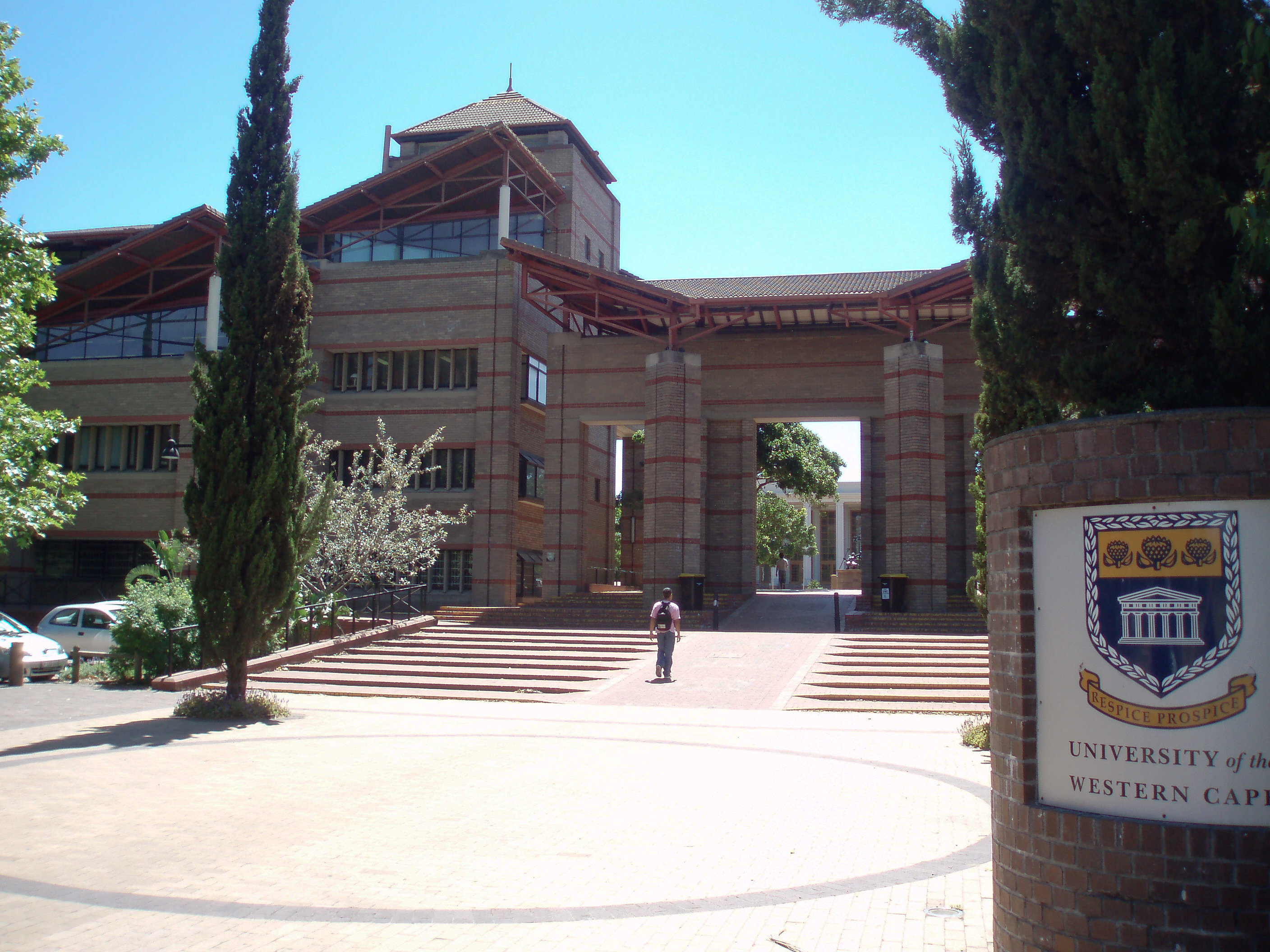
Главное здание Университета Западной Капской провинции.

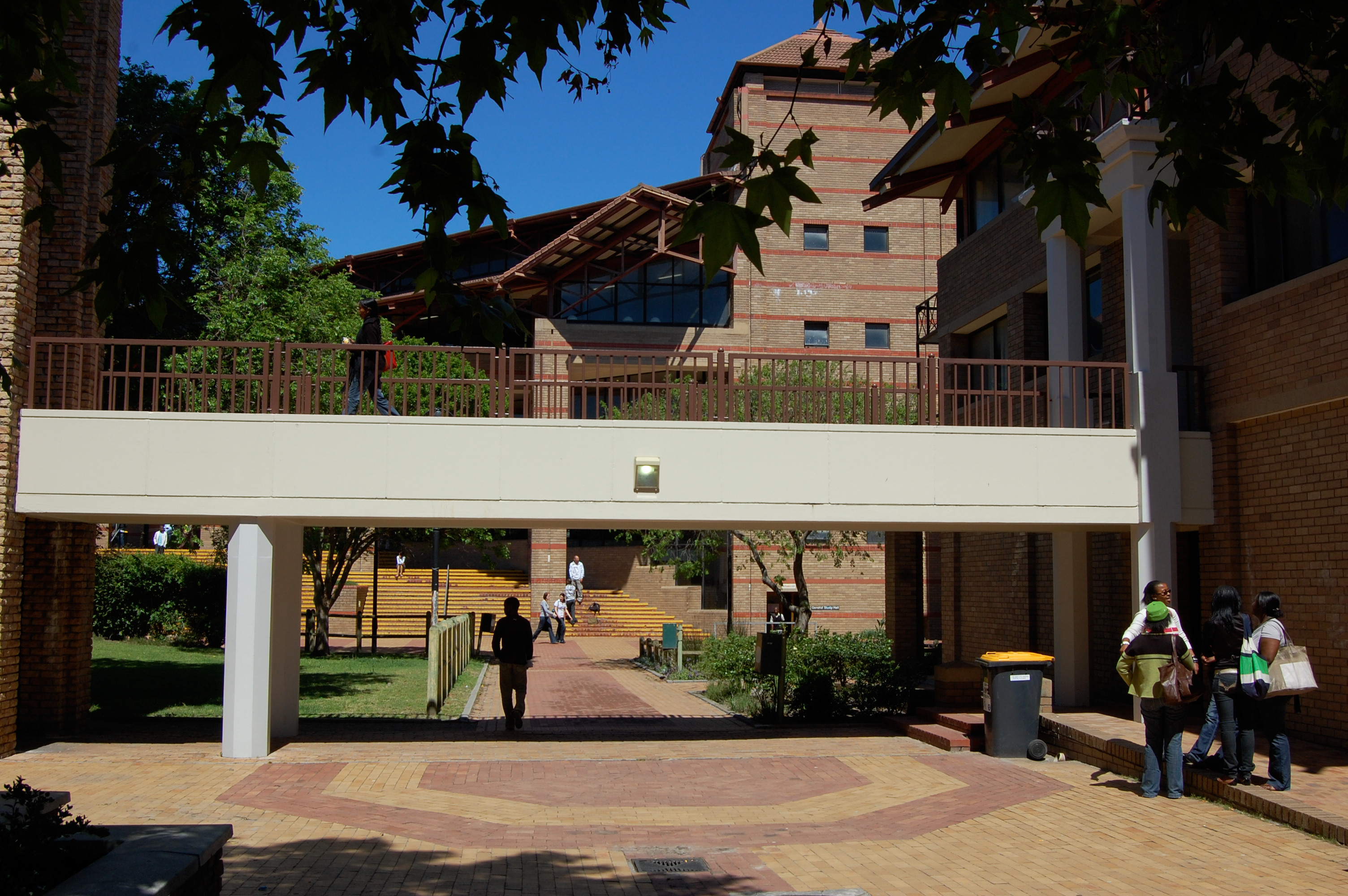
Библиотека.

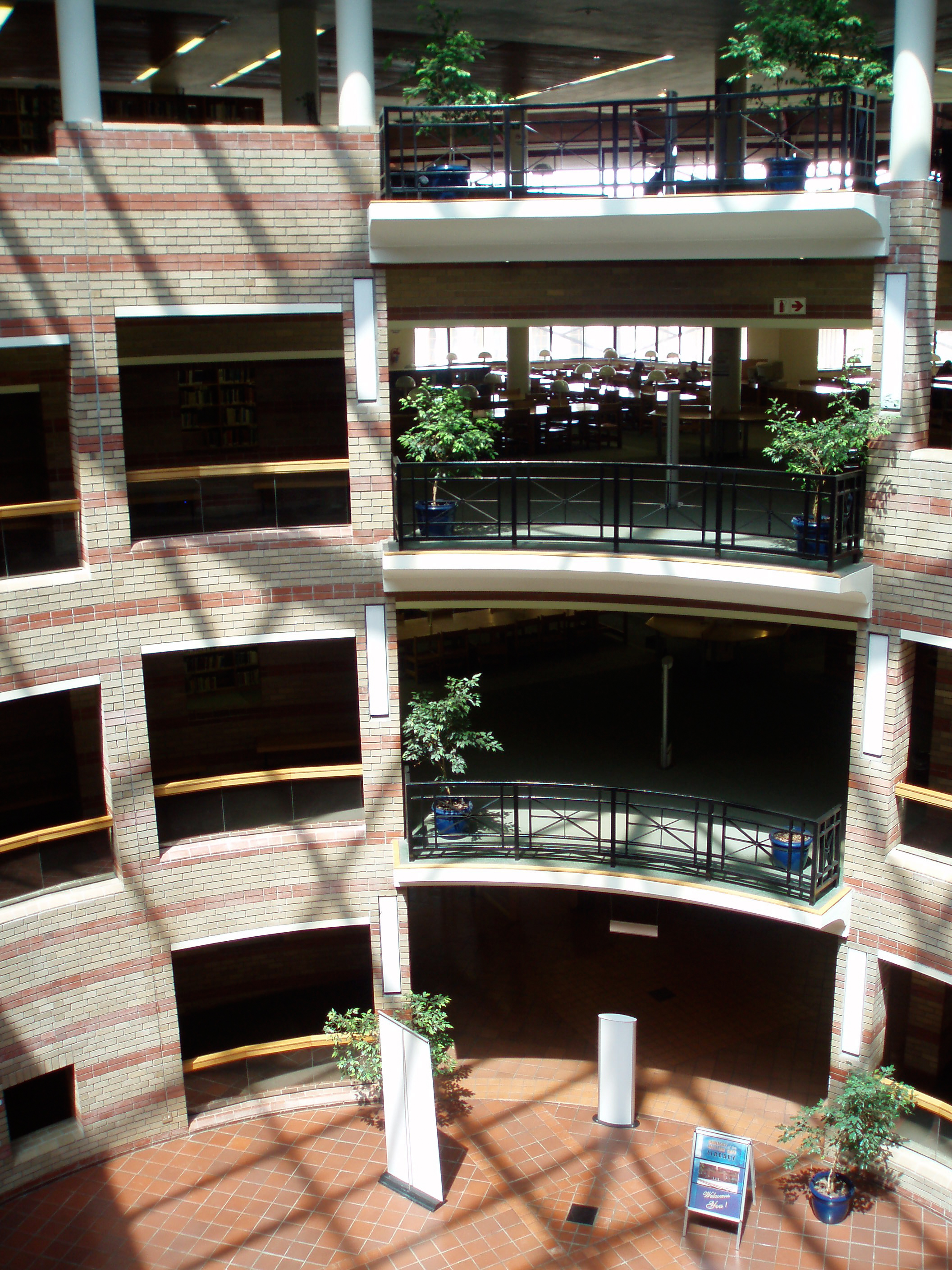
Внутри библиотеки.

Университет Западной Капской провинции, африк. Universiteit van Wes-Kaapland (UWK), англ. University of the Western Cape (UWC) — основанный в 1960 г. университет в посёлке Белвилл, пригороде Кейптауна. Был основан в годы апартеида специально для цветных, в то время как в городе существовали университеты и для других расовых групп — Кейптаунский университет (первоначально для англоговорящих белых) и Университет Стелленбос (первоначально для африканеров).

## Начальный период
Возник как колледж под патронатом университета Южной Африки. Преподавание было направлено на то, чтобы дать «цветным» профессии низшего и среднего звена, в основном в преподавании и сфере услуг. В первые годы существования колледжа в нём было всего 166 студента и 17 сотрудников. Его академический персонал состоял исключительно из белых, главным образом африканеров, значительная часть которых была выходцами из Стелленбосского университета. Языком преподавания для большинства предметов был африкаанс.
Лишь в 1970 г. колледж приобрёл университетский статус и смог выдавать университетские дипломы о высшем образовании.

## Переход к апартеиду
В первые 15 лет режима апартеида администрация университета поддерживала его, так как состояла в основном из членов или сторонников Национальной партии. Одним из исключений был Адам Смолл, en:Adam Small (small), декан философского факультета, уволенный в 1973 г. в связи с его участием в Движении чёрного сознания, (af:Swartbewussynsbeweging).
Наряду с отдельными преподавателями, такими, как Смолл, в борьбе против апартеида участвовало немалое число студентов, которые поддерживали Движение чёрного сознания. Протесты студентов против консервативной администрации и отсутствия прозрачности в управлении привели в 1975 г. к назначению первого «цветного» ректора, Ричарда Э. ван дер Росса. В последующие годы атмосфера в университете стала более свободной, и тот стал всё больше отдаляться от идеологии апартеида. В 1982 г. университет выступил с заявлением, где официально отвергал апартеид. В следующем году был принят закон, даровавший университету автономию наряду с «белыми» университетами.

## Конец апартеида и современная ситуация
В 1980-е и 1990-е гг. университет всё больше «левел» по своим настроениям. Ректор Джейкс Гервел (af:Jakes Gerwel) превратил университет в «интеллектуальный дом для левых», где большое внимание уделялось социальным и политическим вопросам. Приветствовались студенты из бедных семей и регионов. Помимо «цветных», в университет стало поступать всё больше чёрных студентов. В 1995 г. Гервела сменил Сесил Абрахамс, которого, в свою очередь в 2001 г. сменил Брайан О’Коннелл.
В результате реформы высшего образования ЮАР в 2002 университет стал автономным.